# Llanura de Sanjiang
La llanura de Sanjiang (chino: 三江平原; pinyin: Sānjiāng Píngyuán), se encuentra en el nordeste de China. También es conocida como Heilong o Dragón Negro y se encuentra en la confluencia de los ríos Songhua, Ussuri y Heilongjiang, afluentes del Amur, en una inmensa llanura aluvial. Cubre 23 condados en la provincia de Heilongjiang y tiene una extensión de 109.000 km2. Se caracteriza por poseer un gran número de humedales.

## Características
El terreno es llano y bajo, con una altitud media de unos 56 m. El clima es templado frío continental monzónico con una temperatura anual promedio de 3 °C, una media en julio de 22,5oC y en enero de -18,5oC, tomando como referencia la ciudad prefectura de Jiamusi, al nordeste de la llanura, donde se encuentran diversos monumentos de interés nacional de las épocas Han y Wei. Hay una estación experimental en la llanura, en las coordenadas 133°31′E，47°35′N, para el estudio de los humedales. Las lluvias en esa zona oscilan en torno a 600 mm. La vegetación dominante en la zona del observatorio está compuesta de Carex lasiocarpa, Carex pseudocuraica, Carex meyeriana, Glyceria spiculosa y Deyeuxia angustifolia, con suelos formados por humus y arcilla.
La llanura es una de las áreas de producción de grano más importantes de China. Los cultivos principales en la zona son soja y arroz. Posee un gran biodiversidad que incluye 23 especies amenazadas. Los humedales han visto reducida su extensión a un quinto de su tamaño original debido a la extensión de los cultivos. Hay una serie de proyectos en marcha para la rehabilitación de las zonas más dañadas de la llanura.

## Áreas protegidas
En la llanura hay varias zonas protegidas, entre ellas, de norte a sur, la Reserva natural nacional de San Jiang, la Reserva natural nacional de Honghe, la Reserva natural nacional del río Qixing, la Reserva natural nacional de Dongfanghong y la Reserva natural nacional de los humedales de Zhenbaodao. Todos ellos son sitios Ramsar.
Al sur de la llanura se encuentra el lago Janka, en ruso o Xingkai, en chino, que posee cuatro áreas protegidas: el sitio Ramsar de lago Xingkai y la Reserva de la biosfera del lago Xingkai, en China, y en la parte rusa del lago, el sitio Ramsar del lago Janka y la Reserva natural de Kanja.